# Lalage leucopyga
El oruguero colilargo (Lalage leucopyga) es una especie de ave paseriforme de la familia Campephagidae que vive en Oceanía.

## Descripción
Es un pájaro de cola larga y pico corto. Los machos tienen las partes superiores negras, con el obispillo blanco y las partes inferiores blanquecinas. En cambio las hembras tienen las partes superiores de tonos pardo grisáceos y el obispillo blanquecino. Ambos sexos presentan dos listas blancas en las alas.

## Distribución y hábitat
Se encuentra en Nueva Caledonia, el sur de las islas Solomon y Vanuatu. La subespecie nominal (Lalage leucopyga leucopyga) que estaba presente en la isla Norfolk se ha extinguido.
Su hábitat natural son los bosques húmedos tropicales de tierras bajas y de media montaña.